# Kyōgatake
Der Kyōgatake (jap. 経ヶ岳, dt. „Sutrenberg“) ist ein 2296,3 m hoher Berg in der Präfektur Nagano auf der japanischen Hauptinsel Honshū.
Er gehört zum Kiso-Gebirge im Zentrum der Japanischen Alpen und befindet sich auf der Grenze der Gemeinden Minamiminowa und Tatsuno mit Ausläufern nach Shiojiri. Auf seinem Gipfel befinden sich zwei Heiligtümer, ein Buddha und eine Pagode aus Stein. Er ist der höchste der Berge Japans, dessen Name einer Sutra gewidmet ist.